# Ostrowite (powiat Lipnowski)
Ostrowite is een dorp in het Poolse woiwodschap Koejavië-Pommeren, gelegen in de powiat Lipno. In het landelijke dorp staat een de houten parochiekerk St. Matthus uit de achttiende eeuw.